# Hrvoje Kekez
Hrvoje Kekez (Zagreb, 3. travnja 1980.) hrvatski je povjesničar i sveučilišni profesor. Bavi se temama iz hrvatskog i europskog srednjeg vijeka, a posebno se bavi hrvatskim srednjovjekovnim plemstvom i Osmanskim Carstvom.

## Životopis
Hrvoje Kekez rođen je 1980. u Zagrebu. Osnovnu školu i gimnaziju završio je u Zagrebu. Godine 2004. diplomirao je studij povijesti i informatologije na Filozofskom fakultet Sveučilišta u Zagrebu. Tema njegovog diplomskog rada je “Grbovnice hrvatskog i slavonskog plemstva podijeljene od cara Leopolda II”. Doktorirao je 2012. na Fakultetu hrvatskih studija na temu “Plemićki rod knezova Babonića do kraja 14. stoljeća”. Trenutno je zaposlen kao profesor na Hrvatskom katoličkom sveučilištu.

## Djela
Nepotpun popis:
- Pod znamenom propetog lava: Povijest knezova Babonića do kraja 14. stoljeća, Hrvatski institut za povijest, Zagreb, 2016.
- Zrin - Srednjovjekovno sijelo knezova Babonića i Zrinskih, Srednja Europa, Zagreb, 2020.
- Hrvatska povijest iz godine u godinu, Mozaik knjiga, Zagreb 2024.

## Vanjske poveznice
- Intervju: Hrvoje Kekez otkriva najljepše hrvatske dvorce i utvrde, Under Dreamskies, Autor: Mija Dropuljić, 4. studenog 2022.
- Hrvoje Kekez u Beču o Hrvatima i migracijskoj krizi u 16. stoljeću, usporedivoj s ukrajinskom, Moja hrvatska, Autor: Snježana Herek, 12. prosinca 2022.